# Onur Şipal
Onur Şipal (* 17. März 1989 in Bayburt) ist ein ehemaliger türkischer Boxer. Er war im Leichtgewicht Teilnehmer der Olympischen Sommerspiele 2008 in Peking und im Weltergewicht auch Teilnehmer der Olympischen Sommerspiele 2016 in Rio de Janeiro.
Er ist der jüngere Bruder des Boxers Önder Şipal.

## Boxkarriere
Onur Şipal begann 1997 im Alter von acht Jahren in Bayburt mit dem Boxsport, vertrat die Türkei ab 2002 bei internationalen Wettkämpfen, wechselte 2005 zum Club Fenerbahçe SK und wurde im Alter von 17 Jahren in die Nationalmannschaft der Erwachsenen aufgenommen. Trainiert wurde er nahezu seine gesamte Karriere von Seyfullah Dumlupınar.
Seine größten Erfolge im Nachwuchsbereich waren die Goldmedaille bei der Schüler-Europameisterschaft 2003 in Rom, eine Bronzemedaille bei der Kadetten-Europameisterschaft 2005 in Siófok und die Silbermedaille bei der Kadetten-Weltmeisterschaft 2005 in Liverpool.
Bis 2018 gewann er insgesamt 26 Türkische Meisterschaften (Schüler, Kadetten, Junioren, Jugend, Stars, Erwachsene, Mannschaft), davon 7 im Einzel bei den Erwachsenen; 2008, 2009 und 2010 im Halbweltergewicht, sowie 2011, 2013, 2016 und 2017 im Weltergewicht.
Bei der Weltmeisterschaft 2007 in Chicago besiegte er Will Tomlinson, Krzysztof Szot und Bekschod Chidirow, unterlag erst im Viertelfinale gegen Frankie Gavin und qualifizierte sich damit bereits für die Olympischen Sommerspiele 2008 in Peking, wo er in der Vorrunde im Leichtgewicht gegen José Pedraza ausschied.
Bei den Mittelmeerspielen 2009 in Pescara verlor er im Viertelfinale und bei der Weltmeisterschaft 2009 in Mailand, unter anderem nach einem Sieg gegen Eduard Hambardsumjan, im Achtelfinale gegen Rustam Swajew.
2010 erreichte er das Viertelfinale bei der Europameisterschaft in Moskau, gewann jedoch die Silbermedaille im Halbweltergewicht bei den World University Championships in Ulaanbaatar. 2011 schied er im zweiten Kampf der Weltmeisterschaft in Baku gegen Sanscharbek Rachmonow aus, gewann jedoch erneut die Silbermedaille im Weltergewicht bei den World University Championships 2012 in Baku.
Im November 2010 wurde er für das in der World Series of Boxing antretende Team Istanbulls nominiert und bestritt vier Kämpfe bis März 2011, von denen er zwei gewann.
2013 unterlag er im Achtelfinale der Europameisterschaft in Minsk und gewann Bronze im Weltergewicht bei den World Combat Games in Sankt Petersburg.
Ab Oktober 2014 nahm er an der semiprofessionellen APB-Turnierserie des Amateurweltverbandes teil und siegte dabei jeweils einstimmig gegen Eimantas Stanionis, Rayton Okwiri und Denis Lassarew, wodurch er sich für den APB-Titelkampf qualifizierte. Diesen gewann er im Januar 2015 in Baku durch einen erneuten Sieg gegen Rayton Okwiri. Im September 2015 verteidigte er den Titel vorzeitig gegen Andrei Samkowoi. Mit diesem Erfolg hatte er sich für die Olympischen Sommerspiele 2016 in Rio de Janeiro qualifiziert. Sein Bruder Önder erkämpfte sich zudem im Juli 2016 beim Olympia-Qualifikationsturnier in Maiquetía einen Startplatz. Laut dem Präsidenten des Türkischen Boxverbandes, Eyüp Gözgeç, war es das erste Mal in der türkischen Boxgeschichte, dass sich zwei Brüder für dieselben Olympischen Spiele qualifizieren konnten.
Bei Olympia startete er im Weltergewicht, wo er in der Vorrunde gegen Simeon Chamow ausschied. Ein gleiches Ergebnis erzielte er bei der Europameisterschaft 2017 in Charkiw.
Einen letzten Erfolg erzielte er bei den Mittelmeerspielen 2018 in Tarragona; aufgrund einer Verletzung im Gesicht, welche mit fünf Stichen genäht werden musste, schied er kampflos im Halbfinale mit einer Bronzemedaille im Weltergewicht aus.

### Auswahl weiterer Ergebnisse
- Februar 2016: 2. Platz beim Bocskai Tournament in Debrecen[33]
- März 2014: 2. Platz beim Strandja Tournament in Sofia[34]
- Juli 2013: 3. Platz bei der Sommer-Universiade in Kasan[35]
- Februar 2010: 3. Platz beim Strandja Tournament in Jambol[36]
- Oktober 2009: 2. Platz bei der Studenten-Europameisterschaft in Elista[37]
- April 2009: 1. Platz beim Ahmet Cömert Tournament in Istanbul[38]
- September 2008: Viertelfinale bei den World University Championships in Kasan[39]
- Juni 2008: 2. Platz beim Ahmet Cömert Tournament in Istanbul[40]
- Mai 2007: 1. Platz beim Ahmet Cömert Tournament in Istanbul[41]
- Juni 2006: 2. Platz bei der EU-Junioren-Meisterschaft in Rom[42]
- September 2004: Viertelfinale bei der Kadetten-Europameisterschaft in Saratow[43]
- September 2003: Viertelfinale bei der Kadetten-Europameisterschaft in Kaunas[44]

## Sonstiges
Schon während seiner Wettkampfkarriere arbeitete er nebenbei als Sportlehrer und wurde später Dozent an der Sportwissenschaftlichen Fakultät der Universität Bayburt. Für die World School Sport Games der ISF 2022 in Frankreich wurde er als Nationaltrainer der Boxstaffel einberufen (Stand: 2022).
Seit August 2014 ist er verheiratet.